# Le Voyage cosmique
Pour plus de détails, voir Fiche technique et Distribution.
Le Voyage cosmique (titre alternatif : Le Raid cosmique, titre original russe : Космический рейс) est un film muet soviétique réalisé par Vassili Zouravlev (ou Jouravlev) sorti en 1936.

## Synopsis
Été 1946 à Moscou. L'Institut des voyages interplanétaires se prépare à envoyer un vaisseau spatial géant sur la Lune. Inquiété par l'échec des essais précédents, le directeur de l'Institut décide d'annuler la mission. Le scientifique créateur du vaisseau, ancien bolchévik, accompagné d'une assistante et d'un jeune homme passager clandestin s'envole tout de même malgré l'interdiction. Le vol se passera bien, émaillé de quelques petites péripéties, le vaisseau se posera sur la Lune. Enfin, alors que sur Terre la doublure du vaisseau s'apprête à décoller pour une mission de secours, la cabine du premier redescend suspendue à son parachute, ses trois passagers en sortent indemnes et sont fêtés par la population.

## Analyse
Après un premier succès lors de sa sortie en janvier 1936, ce film qui avait bénéficié de moyens colossaux disparaîtra de la filmographie officielle soviétique pendant 50 ans. Il a été redécouvert au travers de copies en état moyen, mais sa qualité technique et son anticipation le font apprécier aujourd'hui comme un des plus remarquables films de science-fiction.

## Réception critique
Ce film est considéré par plusieurs critiques comme une reprise du film allemand Frau im Mond de Fritz Lang (1928). Il est vrai que dans les deux cas il s'agit d'un premier voyage sur la Lune, que les deux films ont été respectueux des connaissances techniques de l'époque. Il est vrai aussi que les deux conseillers, Hermann Oberth et Constantin Tsiolkovski, ont correspondu par courrier. Mais il y a trop de différences entre les deux films pour y voir une simple copie : l'histoire, le vieux renégat qui part sans autorisation, le jeu avec l'apesanteur, les déplacements sur la Lune, la conclusion des films. 
Les fusées des films sont construites selon les critères allemand et soviétique de l'époque, et sont très différentes dans leurs structures et leurs aménagements.

## Fiche technique
- Titre : Le Voyage cosmique
- Titre original : Космический рейс
- Réalisation : Vassili Zouravlev
- Scénario : Alexandre Alexandrovich Filimonov, avec les conseils techniques du vulgarisateur scientifique Constantin Tsiolkovski et de nombreux consultants
- Images : Alexandre Vladimirovich Galperine
- Décors : directeur artistique Mikhaïl Tiunov, décorateur Youri Pavlovich Shvets, peintre Mikhaïl Tiunov
- Animations : Fiodor Karlovich Krasne (dont le nom a été supprimé du générique)
- Son : Alexandre Zapadensky
- Musique : extraits de musique classique de Ludwig van Beethoven choisis par Valentin Jakovlevich Kruchinine
- Production : Boris Zakharovich Shumyatsky pour Mosfilm
- Pays d'origine : Union des républiques socialistes soviétiques
- Format : Noir & Blanc. Muet
- Science-fiction
- Durée : 70 minutes
- Date de sortie : 21 janvier 1936 (Moscou)

## Distribution
- Sergueï Petrovich Komarov : l'académicien Pavel Ivanovich Sedikh
- Vassily Ivanovich Kovrigin : le professeur Karine
- Ksenia Moskalenko : le professeur Marina, assistante de Karine
- Vassili Gaponenko : le jeune pionnier Andriocha Orlov
- Nikolai Feoktistov : le capitaine Viktor Orlov
- Sergueï Dimitrievitch Stoliarov : le responsable du départ

## Autour du film
Le scénario du film sera réutilisé en 1953 dans un dessin animé soviétique Polet na lunu. Ce dessin animé lui-même sera réutilisé pour la série américaine « The space explorers ».

## Ciné-concert
Le Voyage cosmique est l'objet d'un ciné-concert créé par la compagnie Mabel Octobre en 2007, accompagné sur scène d'une composition musicale de Laurent Dailleau (ordinateur, theremin, traitements de la voix), d'une traduction en direct / narration de Judith Depaule, et d'un accompagnement musical aux ondes Martenot de Nadia Ratsimandresy.
Une nouvelle création a été réalisée en 2023 par Wilfried Thierry à la demande de la SMAC nantaise Stereolux.